# بحيرة شيني
بحيرة شيني هي بحيرة في وسط فهغ في ماليزيا، وهي ثاني أكبر بحيرة مياه عذبة في مالزيا؛ حيث تبلغ مساحتها 12,565 آكر (5,085 هكتار)، وتتكون من سلسلة من 12 بحيرة. وتعتبر هي منبع نهر شيني الذي يصب في نهر فهغ. تم وضع بحيرة شيني ضمن برنامج الإنسان والمحيط الحيوي بجانب نطاق كروكر وبورنيو الماليزية، وكان ذلك في 2009، حيث كانت أول مواقع القائمة التي حددها اليونسكو.

## النباتات والحيوانات
البحيرة موطن ل138 نوع من النباتات و300 نوع من الحياة غير المائية و144 نوع من أسماك المياه العذبة. بين شهري أغسطس وسبتمبر تتحول البحيرة إلى حديقة عائمة، وتغطي سطح البحيرة كميات كبيرة من زهور اللوتس.

## التلوث
يشتكي السكان الأصليين حول البحيرة من أنها تتعرض للتلوث، وأن الأطفال الذين يستحمون في البحيرة يشتكون من الحكة، كما أن الأسماك التي يتم صيدها لم تعد صالحة للأكل، وبذلك فإ البحيرة قد تفقد وجودها ضمن برنامج الإنسان والمحيط الحيوي، فهي بتلوثها لم تعد من معازل المحيط الحيوي.

## الأساطير
وفقاً لأسطورة السكان الأصليين، فإنه يعتقد أن هذه البحيرة بها وحش لوخ نس. كذلك يعتقد أيضاً أن هذه البحيرة هي مكان إمبراطورية الخمير الغارقة. وغيرها من الأساطير التي لم يوجد لها أي تفسير حتى الآن.

## معرض صور

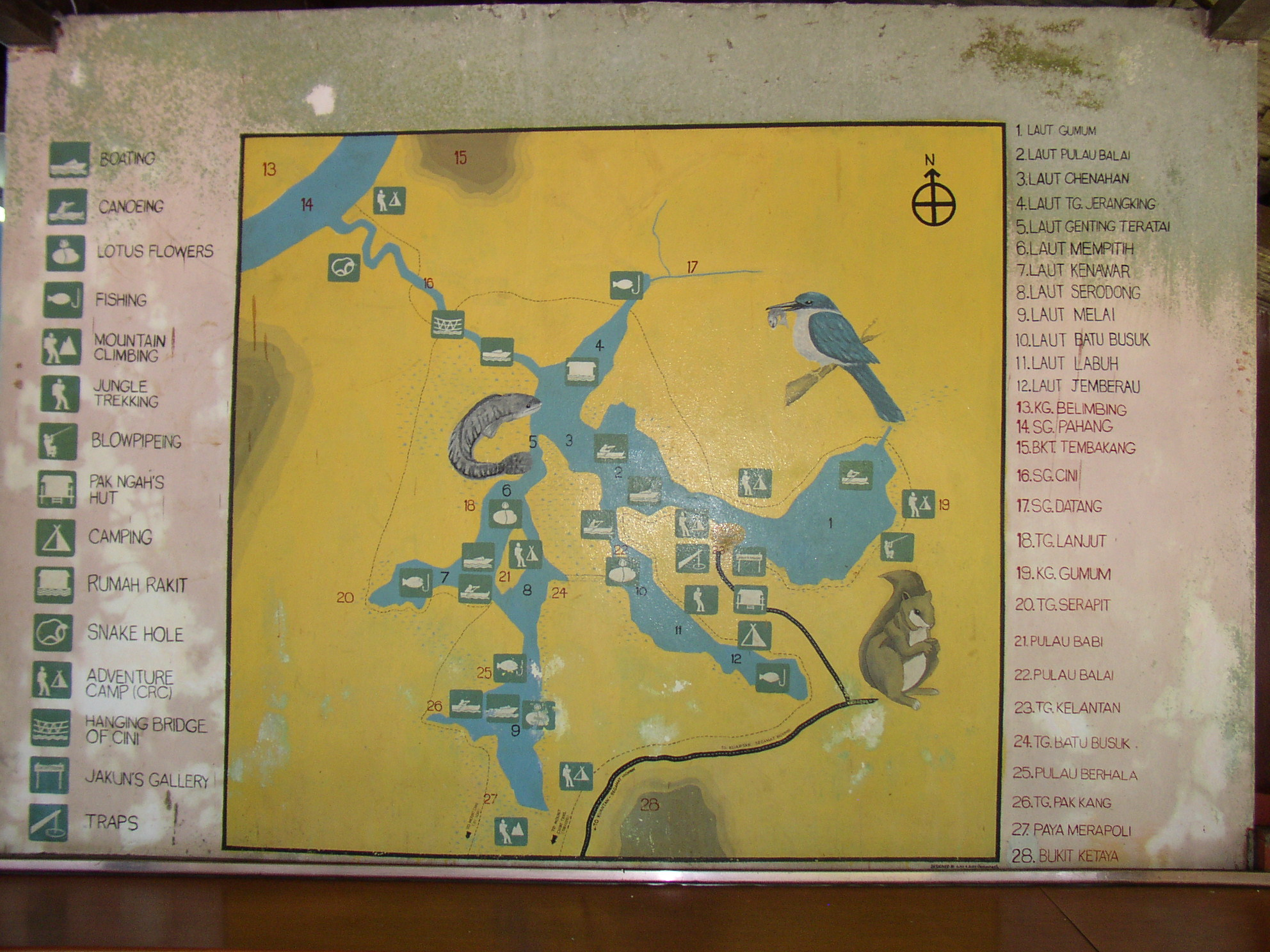
لوحة معلومات
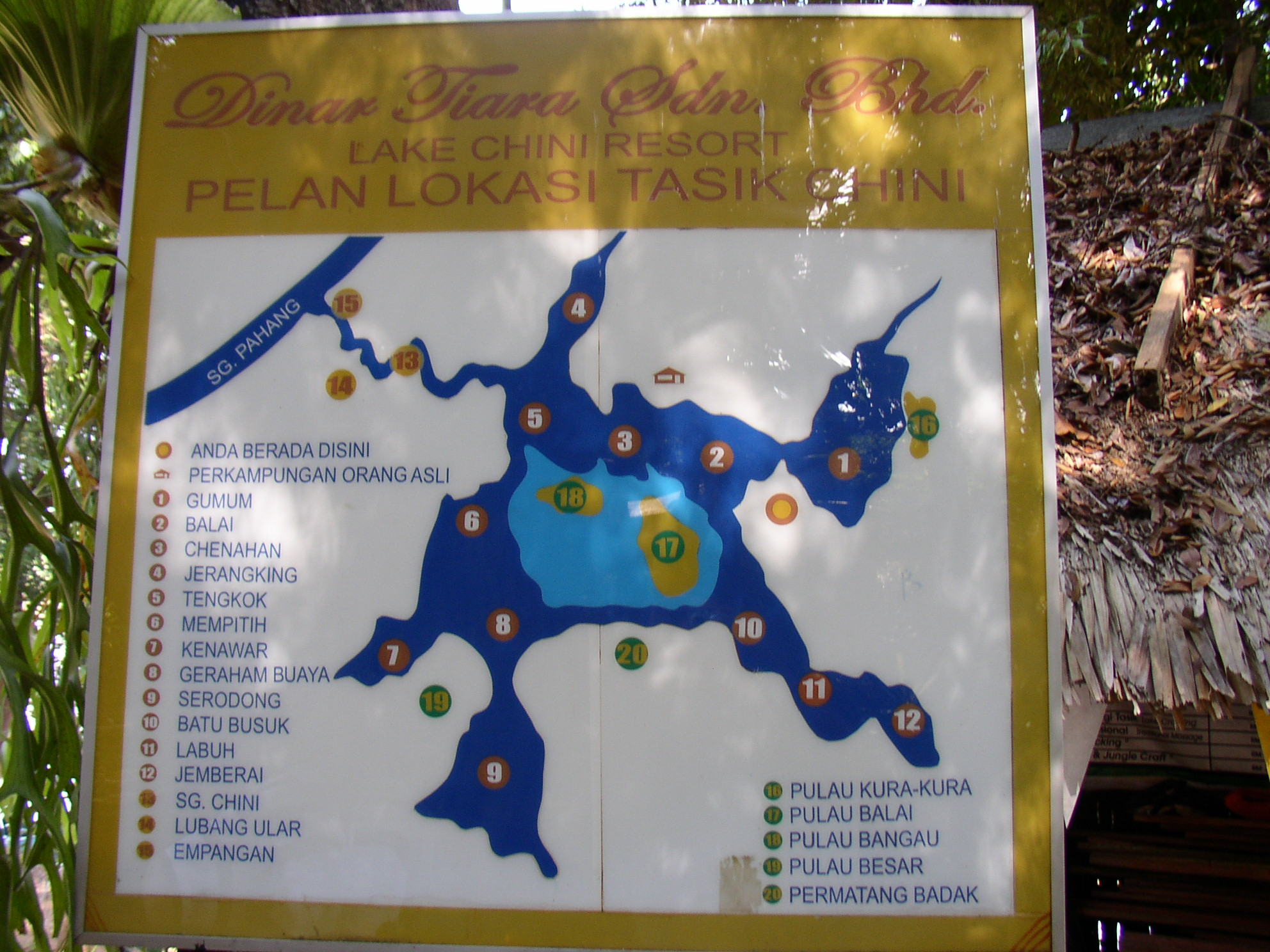
لوحة سياحية عند بحيرة شيني
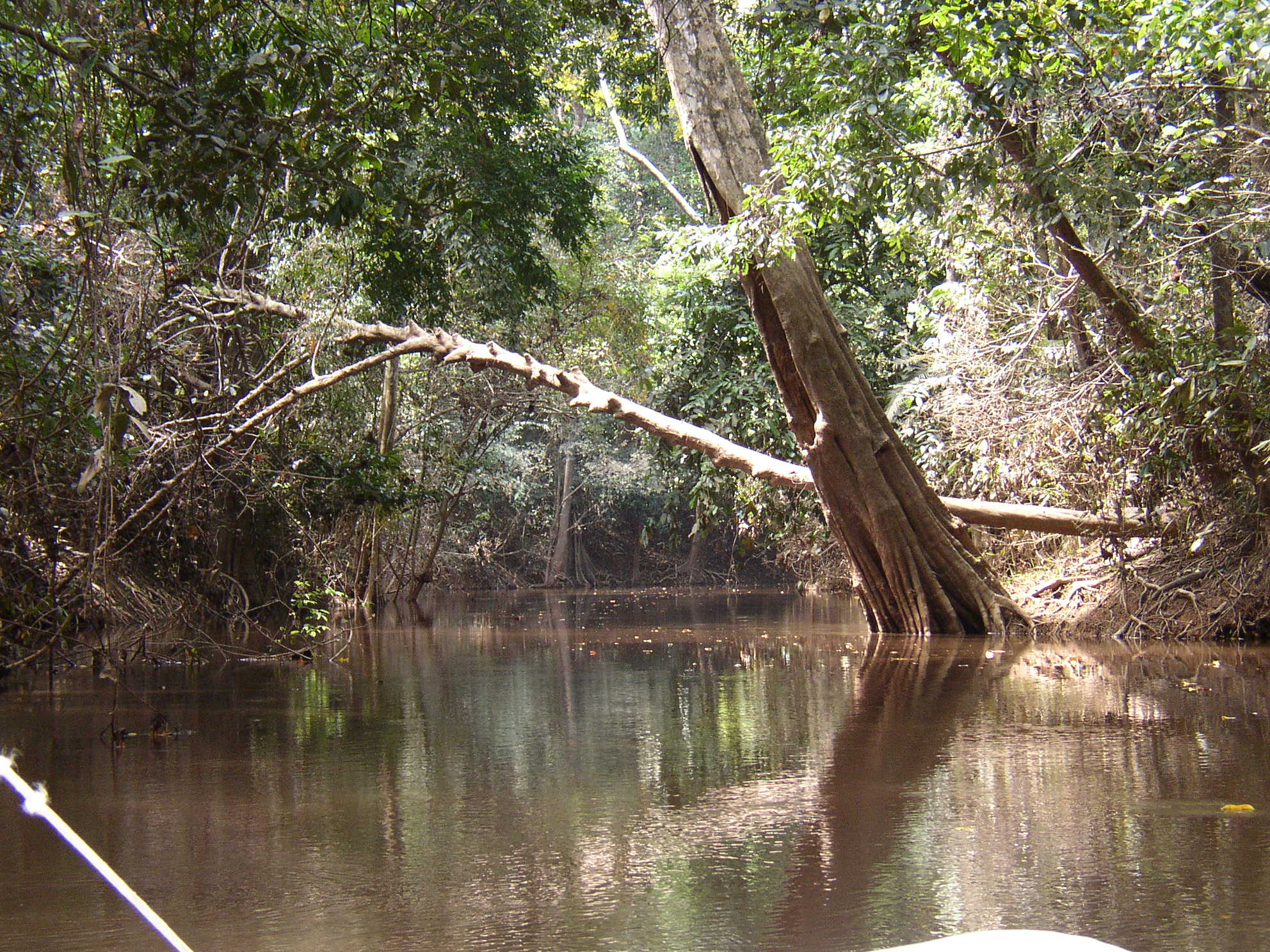
نهر شيني